# AT-T
Das AT-T (russisch артиллерийский тягач – тяжёлый Artilleriezugmittel – schwer) ist ein in der Sowjetunion entwickeltes geländegängiges, ungepanzertes, nicht schwimmfähiges Gleiskettenfahrzeug. Die Entwicklungsbezeichnung lautet Erzeugnis 401 (изделие 401). Das AT-T war das erste in der Sowjetunion nach Ende des Zweiten Weltkrieges entwickelte Gleiskettenfahrzeug.

## Entwicklung
Am Ende der 1940er-Jahre bestand in der Sowjetarmee, aber auch in der sowjetischen Volkswirtschaft, Bedarf an einem leistungsfähigen, geländegängigen Zugfahrzeug. Im militärischen Bereich war dafür hauptsächlich die Vergrößerung der Artilleriekaliber verantwortlich, was zu immer schwereren Geschützen führte. Auch die zum damaligen Zeitpunkt noch sehr schweren und voluminösen elektronischen Systeme, wie Radarstationen und Führungssysteme, verlangten nach leistungsfähigeren Zug- bzw. Trägerfahrzeugen. Im zivilen Bereich entwickelte sich der Bedarf aufgrund der wirtschaftlichen Erschließung dünn besiedelter und weitgehend unwegsamer Gebiete im Osten des Landes. Das AT-T wurde ab Mitte der 1940er-Jahre im Charkower Malyschew-Werk unter der Leitung des bekannten Konstrukteurs Alexander Alexandrowitsch Morosow entwickelt. Zielvorgabe war ein Zugmittel für eine Anhängelast von bis zu 25 t. Um die geforderte Geländegängigkeit zu erreichen, entwickelte man ein Gleiskettenfahrzeug. Die Produktion begann 1947 und wurde bis 1974 fortgeführt. Als Nachfolger wurde der auf der Wanne des T-64 basierende MT-T entwickelt.

## Konstruktion

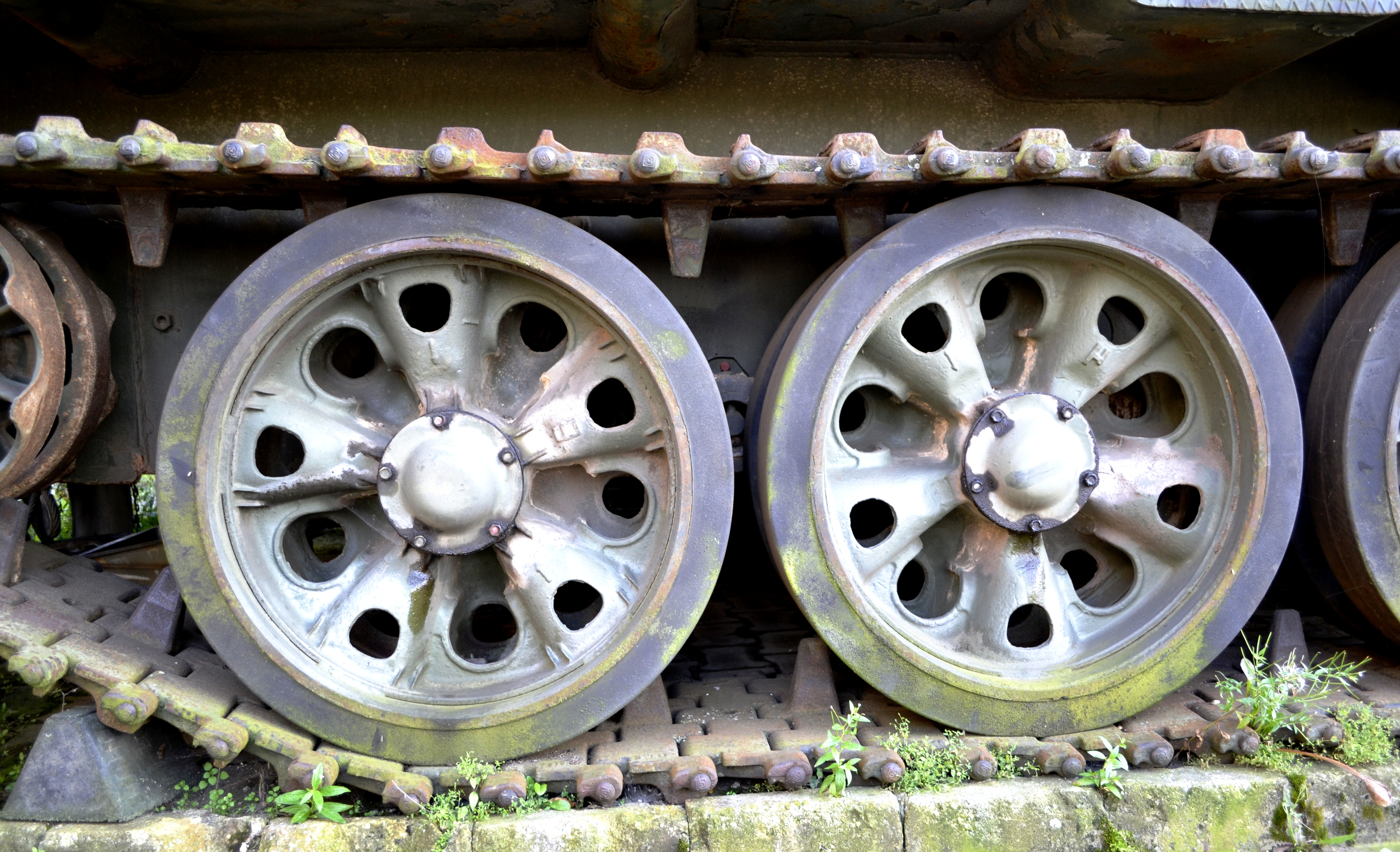
Laufrollen eines AT-T

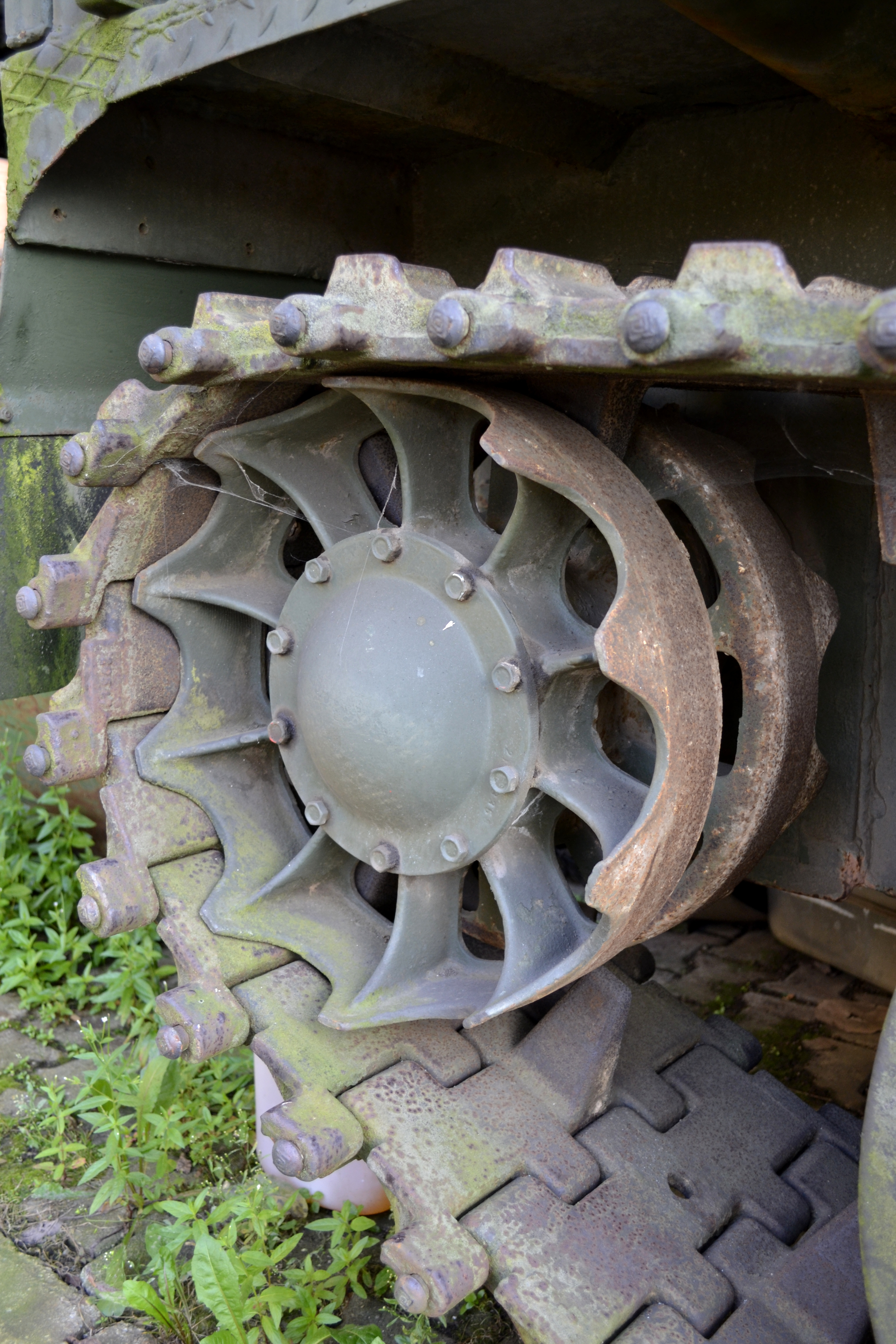
Rechtes Leitrad eines AT-T

Die Wanne, der Motor und der Antriebsstrang wurden vom T-54 übernommen, jedoch wurde die Wanne gedreht. Motor, Kupplung, Getriebe, Lenkgetriebe und Antriebsräder befinden sich nun im Bug des Fahrzeuges, die Leiträder des Laufwerkes im Heck. Für die Konstruktion wurde das Fahrerhaus des Lkw ZIS-150 bzw. ZIL-164 verbreitert, um Platz für vier Besatzungsmitglieder zu haben. Unter der ursprünglichen Motorhaube sind Kühlanlage, Luftfilter und Nebenaggregate angeordnet, der 12-Zylinder-Dieselmotor W-401 (eine leistungsreduzierte Variante des W-2) befindet sich unterhalb in der Wanne. Das Rollenlaufwerk besteht aus je fünf gummibandagierten Doppellaufrollen mit Drehstabfederung. Auf der hinter dem Fahrerhaus angeordneten Metallpritsche können 5 t Last oder 16 Soldaten transportiert werden.
Mit den 500 mm breiten Gleisketten wird ein maximaler spezifischer Bodendruck von 0,652 kg/cm² erreicht. Die Steigfähigkeit beträgt maximal 40°, die Bodenfreiheit beträgt 425 mm. Das Fahrzeug kann bis zu 1,8 m breite Gräben überschreiten und ohne Vorbereitung bis zu 1,1 m tiefe Gewässer durchfahren.

## Varianten

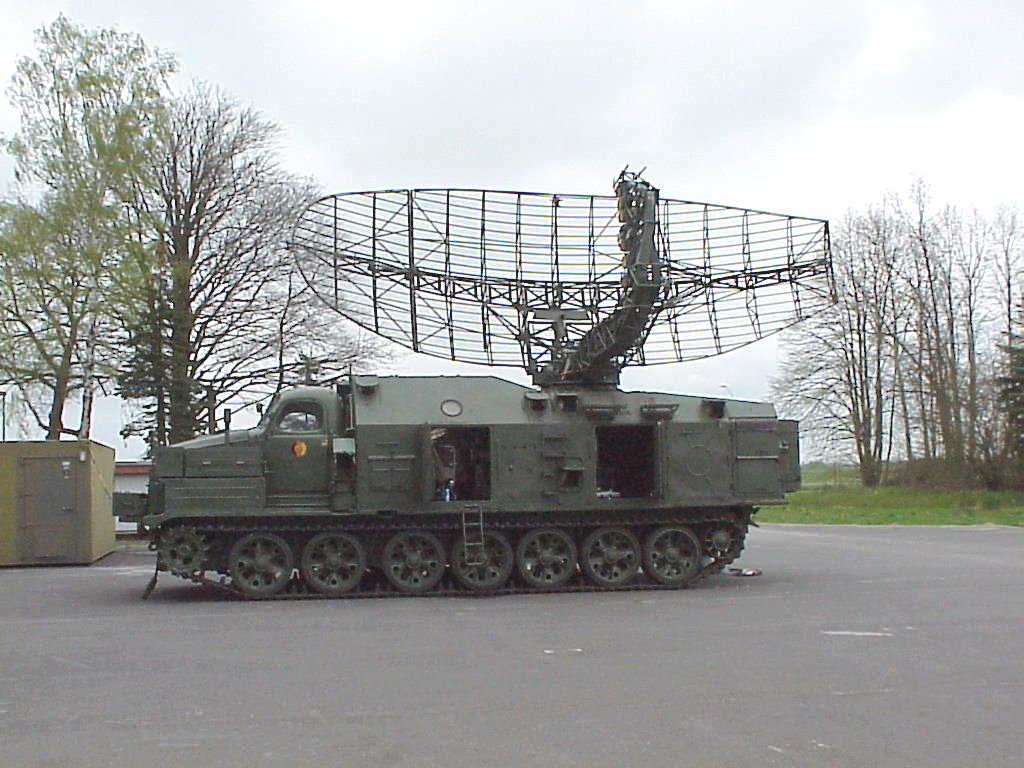
Das Erzeugnis 426 mit 7 Laufrollen auf jeder Seite wurde aus dem Erzeugnis 401 entwickelt.

Die Grundversion des AT-T mit Pritsche und Plane wurde als Zugmittel für schwere Artilleriegeschütze genutzt. Sie diente als Basisfahrzeug für verschiedene Systeme. Dazu zählen u. a.:
- die Pioniermaschinen BAT und BAT-M (БАТ-М),
- die Pioniermaschine MDK (МДК-2),
- der Grabenbagger BTM (БТМ).

Für die Funkmessstation 1S12 (1С12) wurde aus dem Erzeugnis 401 das Erzeugnis 426 entwickelt. Vom Ursprungsmuster ist es durch die beiden zusätzlichen Laufrollen auf jeder Seite zu unterscheiden.
Das AT-T bildete ebenfalls die Basis für die Charkowtschanka (Харьковчанка), ein speziell für den Einsatz in der Antarktis entwickeltes Fahrzeug. Die ebenfalls mit 7 Laufrollen pro Seite versehene Charkowtschanka hat einen stärkeren Motor mit 995 PS (732 kW). Besatzung, Ausrüstung und Passagiere bzw. Fracht finden in einem geschlossenen, durchgängigen Ganzmetallaufbau mit einem Volumen von 50 m³ Platz. Dem Einsatzzweck entsprechend befinden sich im Aufbau Schlafplätze für acht Personen, eine Toilette und eine Kombüse.
Gegenwärtig sollen sich noch einige Fahrzeuge im Bestand der russischen Streitkräfte befinden. Auch im zivilen Bereich wird das Fahrzeug immer noch genutzt.